# Jelec (povídka)
Jelec je povídka českého spisovatele Stanislava Kostky Neumanna. Poprvé vyšla v roce 1915 v časopise Lumír. Děj povídky se odehrává kolem řeky a hospody jménem Holá Bída v prvních třech měsících první světové války. Název povídky je odvozen od velké ryby, jelce, kterou se snaží jedna z postav chytit.

## Děj
Na začátku povídky vypravěč uvažuje o válce, její nesmyslnosti, jak je všeho nedostatek, jak zbytečně umírají lidé. Poté se myšlenkami přesouvá k řece, kde chytá ryby. Má své místo na rybaření, ale to mu sebere jiný závistivý rybář Splašené kolečko. Když se vrací z rybaření nebo když zrovna není dobré počasí, tráví čas v hospodě jménem Holá Bída. Tam si povídá s ostatními rybáři, nikdo jiný tam není, protože všichni dřívější hosty někam zavedla válka nebo není dostatek peněz na útraty. Rozumí si s Tajtrlíkem, který je smutný, protože se mu nepříliš vyvedlo nové manželství. Pomáhají si navzájem při rybaření bez toho, že by se navzájem představili. Povídají si spolu o válce a smyslu života. Několikrát přijde i Splašené kolečko a zlobí se, že nemůže chytit jelce, velkou rybu. Vypravěč mu poradí, ať chytá na něco jiného, a přitom mu vyčte, že mu vzal jeho místo, ale takové věci se v takové době říkají jen tak mimochodem, doopravdy se za takovou věc nemůže na nikoho v této době zlobit. Jednoho dne sedí zase společně s Tajtrlíkem a Řezníkem v hospodě, nemluví spolu o minulém tématu, protože je tam host navíc. Ale hrají karty. Hospodský Lesní pych je odvozen do nemocnice kvůli špatnému zdraví a hospodská se sama stará o hospodu a jejich čtyři děti. Najednou přijde i Splašené kolečko a přinese s sebou ještě živého jelce. Chlubí se s ním a vypráví, jak se mu ho podařilo chytit. Když chce s úlovkem odejít, všimne si čtyř malých dětí a je mu jich líto, bez rozmýšlení jim jelce dá, aby se pořádně najedli a řekne jim, ať ho dají mámě a přidá jim k tomu ještě papírový peníz a odejde.

## Přijetí díla a interpretace
Povídka vyšla poprvé v roce 1915 v časopise Lumír, ale před svým vydáním prošla cenzurou. Podruhé byla vydána v plném, necenzurovaném znění v roce 1931 v knižnici Omnia, nakladatelství Adolf Synek. Neumann ji dokonce ještě doplnil, přepracoval podle svého současného zpětného názoru na světovou válku.
Stanislav Kostka Neumann k druhému vydání napsal: „Tato povídka koncipována byla v zimě 1914 a brzy poté vyšla v Lumíru ve formě nehotové a zkomolené se zřetelem k válečné cenzuře. Posílám ji nyní do světa neokleštěnou a ve formě snad zralejší.“
Povídka ukazuje Neumannovu lásku k přírodě, slunci, lesům, řekám, které my byla morální oporou v době, kdy začala první světová válka. Spisovatel čerpá v přírodě optimismus a víru ve vítězství beztřídní společnosti. Ukazuje v ní, že věří v lidskou přirozenost a v čisté lidské vztahy, že věří lidem, kteří si dokáží pomoci i v tak těžké době, která právě nastala. Zároveň se ptá sám sebe a lidstva jako celku, jak je možné, že tentýž člověk dokáže jít a zabíjet druhé, tentýž člověk, který má v sobě stejnou lidskou přirozenost. Neumann se v této povídce bouří proti válce, odsuzuje ji a ptá se, jak je možné, že člověk něco takového dopustil. Text začal být ceněn obzvláště po roce 1948. Ladislav Štoll jej nazval „krásnou rybářskou povídkou“ – podle něj v době publikování „v Čechách neexistovala žádná politická síla, ke které by mohl národ upírat své naděje a dělnická třída byla zrazena“, a proto útěchu a naději tvůrcové hledali v přírodě a její přirozenosti.
I když vyšla povídka Jelec v poněkud odlišné verzi, než jak byla původně napsána, byla podle kritiků ukázkou Neumannovy občanské statečnosti a vnitřní síly říci ve správnou chvíli tu správnou myšlenku. I po roce 1989 byla povídka považována za literární milník. Martin Kučera uvedl, že rybářský námět povídky uvedl do české přírodní prózy důležitou „rybářskou“ linii.